# ولاکا (فلوریدا)
ولاکا (به انگلیسی: Welaka) شهرکی در شهرستان سنت جانز ایالت فلوریدا است که در سال ۱۸۸۷ بنیان‌گذاری شده‌است. این شهرک طبق سرشماری سال ۲۰۱۰ میلادی، ۷۰۱ نفر جمعیت داشته و مساحت آن نیز ۳٫۶ کیلومتر مربع است.